# 해피투게더 (텔레비전 프로그램)
《해피투게더》는 2001년 11월 8일부터 2020년 4월 2일까지 방송되었던 프로그램이다.

## 역사
- 2001년 11월 8일 : 첫방송 / 시즌 1에서는 〈쟁반 노래방〉과 〈쟁반극장〉으로 전성기를 누렸다. 해당 시즌에서는 진행을 맡던 신동엽과 이효리가 2003년 11월 6일에 하차하고 유재석과 김제동이 쟁반노래방을 이어받아 2003년 11월 13일부터 2005년 4월 28일까지 진행을 맡게 되었다.
- 2005년 5월 5일 : 시즌 2 《해피투게더 프렌즈》로 개편하였다.
- 2007년 7월 5일 : 시즌 3 〈학교가자〉로 개편하면서 잠시 시행착오를 겪은 뒤 〈사우나 토크〉라는 소재 아래 방송되었으며,[1] 한때 토크로 이루어진 전반전과 후반전 〈백문이 불여일짤〉이라는 코너로 방송되었다. 그후 1부와 2부로 나누면서 1부는 본격적인 토크와 2부는 〈전설의 조동아리〉라는 부제로 과거에 MC 5명이 방송했던 프로그램 내용 중 하나를 골라 추억을 생생하게 쌓도록 해주었다.
- 2018년 10월 : 시즌 4로 개편하여 마법 같은 '비밀의 방'에 최고의 스타들이 모이는 형식으로 바뀌었다가 2020년 2월에 폐지되고 '남자의 자격'과 같은 형식으로 프로그램을 진행하였다.
- 2020년 4월 2일 : 시즌 4 종료

## 방송 시간
| 방송 채널                                                                                             | 방송 기간                          | 방송 시간                        | 방송 시간                    | 비고      |
| --- | ---------------------------------- | -------------------------------- | ---------------------------- | --------- |
| KBS 2TV                                                                                               | 2001년 11월 8일 ~ 2001년 11월 29일 | 매주 목요일 밤 11:00 ~ 12:00     | 매주 목요일 밤 11:00 ~ 12:00 | 독립 편성 |
| 2003년 11월 6일 ~ 2004년 4월 8일                                                                      |                                    | 매주 목요일 밤 11:00 ~ 12:00     | 매주 목요일 밤 11:00 ~ 12:00 | 독립 편성 |
| 2001년 12월 6일 ~ 2002년 1월 10일                                                                     | 매주 목요일 밤 10:50 ~ 11:50       | 매주 목요일 밤 10:50 ~ 11:50     |                              | 독립 편성 |
| 2002년 1월 17일                                                                                       | 매주 목요일 밤 10:50 ~ 12:00       | 매주 목요일 밤 10:50 ~ 12:00     |                              | 독립 편성 |
| 2002년 1월 24일 ~ 2002년 5월 23일                                                                     | 매주 목요일 밤 11:00 ~ 12:10       | 매주 목요일 밤 11:00 ~ 12:10     |                              | 독립 편성 |
| 2002년 6월 20일 ~ 2002년 10월 24일                                                                    | 매주 목요일 밤 11:00 ~ 12:10       | 매주 목요일 밤 11:00 ~ 12:10     |                              | 독립 편성 |
| 2004년 4월 15일 ~ 2004년 10월 28일                                                                    | 매주 목요일 밤 11:00 ~ 12:10       | 매주 목요일 밤 11:00 ~ 12:10     |                              | 독립 편성 |
| 2002년 5월 30일                                                                                       | 매주 목요일 밤 11:15 ~ 12:25       | 매주 목요일 밤 11:15 ~ 12:25     |                              | 독립 편성 |
| 2009년 5월 7일                                                                                        | 매주 목요일 밤 11:15 ~ 12:25       | 매주 목요일 밤 11:15 ~ 12:25     |                              | 독립 편성 |
| 2009년 11월 5일 ~ 2010년 6월 10일                                                                     | 매주 목요일 밤 11:15 ~ 12:25       | 매주 목요일 밤 11:15 ~ 12:25     |                              | 독립 편성 |
| 2010년 8월 19일 ~ 2010년 12월 2일                                                                     | 매주 목요일 밤 11:15 ~ 12:25       | 매주 목요일 밤 11:15 ~ 12:25     |                              | 독립 편성 |
| 2010년 12월 16일                                                                                      | 매주 목요일 밤 11:15 ~ 12:25       | 매주 목요일 밤 11:15 ~ 12:25     |                              | 독립 편성 |
| 2011년 9월 8일 ~ 2011년 10월 13일                                                                     | 매주 목요일 밤 11:15 ~ 12:25       | 매주 목요일 밤 11:15 ~ 12:25     |                              | 독립 편성 |
| 2012년 1월 5일 ~ 2012년 1월 12일                                                                      | 매주 목요일 밤 11:15 ~ 12:25       | 매주 목요일 밤 11:15 ~ 12:25     |                              | 독립 편성 |
| 2002년 6월 6일 ~ 2002년 6월 13일                                                                      | 매주 목요일 밤 11:40 ~ 12:50       | 매주 목요일 밤 11:40 ~ 12:50     |                              | 독립 편성 |
| 2002년 10월 31일 ~ 2003년 10월 30일                                                                   | 매주 목요일 밤 11:05 ~ 12:15       | 매주 목요일 밤 11:05 ~ 12:15     |                              | 독립 편성 |
| 2004년 11월 4일 ~ 2006년 3월 9일                                                                      | 매주 목요일 밤 11:05 ~ 12:15       | 매주 목요일 밤 11:05 ~ 12:15     |                              | 독립 편성 |
| 2006년 3월 23일 ~ 2006년 7월 13일                                                                     | 매주 목요일 밤 11:05 ~ 12:15       | 매주 목요일 밤 11:05 ~ 12:15     |                              | 독립 편성 |
| 2007년 5월 3일 ~ 2007년 11월 1일                                                                      | 매주 목요일 밤 11:05 ~ 12:15       | 매주 목요일 밤 11:05 ~ 12:15     |                              | 독립 편성 |
| 2007년 11월 15일 ~ 2009년 4월 2일                                                                     | 매주 목요일 밤 11:05 ~ 12:15       | 매주 목요일 밤 11:05 ~ 12:15     |                              | 독립 편성 |
| 2010년 6월 17일 ~ 2010년 8월 5일                                                                      | 매주 목요일 밤 11:05 ~ 12:15       | 매주 목요일 밤 11:05 ~ 12:15     |                              | 독립 편성 |
| 2011년 1월 6일 ~ 2011년 9월 1일                                                                       | 매주 목요일 밤 11:05 ~ 12:15       | 매주 목요일 밤 11:05 ~ 12:15     |                              | 독립 편성 |
| 2012년 1월 19일 ~ 2012년 2월 23일                                                                     | 매주 목요일 밤 11:05 ~ 12:15       | 매주 목요일 밤 11:05 ~ 12:15     |                              | 독립 편성 |
| 2006년 3월 16일                                                                                       | 매주 목요일 밤 11:05 ~ 12:25       | 매주 목요일 밤 11:05 ~ 12:25     |                              | 독립 편성 |
| 2006년 7월 20일 ~ 2007년 3월 15일                                                                     | 매주 목요일 밤 11:05 ~ 12:25       | 매주 목요일 밤 11:05 ~ 12:25     |                              | 독립 편성 |
| 2007년 3월 29일 ~ 2007년 4월 26일                                                                     | 매주 목요일 밤 11:05 ~ 12:25       | 매주 목요일 밤 11:05 ~ 12:25     |                              | 독립 편성 |
| 2009년 4월 16일 ~ 2009년 4월 23일                                                                     | 매주 목요일 밤 11:05 ~ 12:25       | 매주 목요일 밤 11:05 ~ 12:25     |                              | 독립 편성 |
| 2009년 5월 14일 ~ 2009년 9월 3일                                                                      | 매주 목요일 밤 11:05 ~ 12:25       | 매주 목요일 밤 11:05 ~ 12:25     |                              | 독립 편성 |
| 2010년 8월 12일                                                                                       | 매주 목요일 밤 11:05 ~ 12:25       | 매주 목요일 밤 11:05 ~ 12:25     |                              | 독립 편성 |
| 2010년 12월 23일                                                                                      | 매주 목요일 밤 11:05 ~ 12:25       | 매주 목요일 밤 11:05 ~ 12:25     |                              | 독립 편성 |
| 2011년 10월 20일 ~ 2011년 12월 22일                                                                   | 매주 목요일 밤 11:05 ~ 12:25       | 매주 목요일 밤 11:05 ~ 12:25     |                              | 독립 편성 |
| 2012년 3월 15일 ~ 2012년 4월 19일                                                                     | 매주 목요일 밤 11:05 ~ 12:25       | 매주 목요일 밤 11:05 ~ 12:25     |                              | 독립 편성 |
| 2007년 3월 22일                                                                                       | 매주 목요일 밤 11:15 ~ 12:35       | 매주 목요일 밤 11:15 ~ 12:35     |                              | 독립 편성 |
| 2009년 9월 10일 ~ 2009년 10월 15일                                                                    | 매주 목요일 밤 11:15 ~ 12:35       | 매주 목요일 밤 11:15 ~ 12:35     |                              | 독립 편성 |
| 2012년 4월 26일 ~ 2012년 10월 4일                                                                     | 매주 목요일 밤 11:15 ~ 12:35       | 매주 목요일 밤 11:15 ~ 12:35     |                              | 독립 편성 |
| 2014년 11월 20일                                                                                      | 매주 목요일 밤 11:15 ~ 12:35       | 매주 목요일 밤 11:15 ~ 12:35     |                              | 독립 편성 |
| 2007년 11월 8일                                                                                       | 매주 목요일 밤 11:10 ~ 12:20       | 매주 목요일 밤 11:10 ~ 12:20     |                              | 독립 편성 |
| 2009년 4월 30일                                                                                       | 매주 목요일 밤 11:05 ~ 12:35       | 매주 목요일 밤 11:05 ~ 12:35     |                              | 독립 편성 |
| 2012년 3월 1일 ~ 2012년 3월 8일                                                                       | 매주 목요일 밤 11:05 ~ 12:35       | 매주 목요일 밤 11:05 ~ 12:35     |                              | 독립 편성 |
| 2009년 10월 22일 ~ 2009년 10월 29일                                                                   | 매주 목요일 밤 11:15 ~ 12:30       | 매주 목요일 밤 11:15 ~ 12:30     |                              | 독립 편성 |
| 2010년 12월 9일 ~ 2009년 10월 29일                                                                    | 매주 목요일 밤 10:55 ~ 12:15       | 매주 목요일 밤 10:55 ~ 12:15     |                              | 독립 편성 |
| 2011년 12월 29일                                                                                      | 매주 목요일 밤 10:55 ~ 12:15       | 매주 목요일 밤 10:55 ~ 12:15     |                              | 독립 편성 |
| 2012년 10월 11일 ~ 2013년 9월 26일                                                                    | 매주 목요일 밤 11:20 ~ 12:40       | 매주 목요일 밤 11:20 ~ 12:40     |                              | 독립 편성 |
| 2014년 12월 18일 ~ 2015년 1월 15일                                                                    | 매주 목요일 밤 11:10 ~ 12:40       | 매주 목요일 밤 11:10 ~ 12:40     |                              | 독립 편성 |
| 2015년 1월 29일 ~ 2015년 6월 25일                                                                     | 매주 목요일 밤 11:10 ~ 12:40       | 매주 목요일 밤 11:10 ~ 12:40     |                              | 독립 편성 |
| 2015년 8월 6일 ~ 2015년 9월 17일                                                                      | 매주 목요일 밤 11:10 ~ 12:40       | 매주 목요일 밤 11:10 ~ 12:40     |                              | 독립 편성 |
| 2016년 6월 30일                                                                                       | 매주 목요일 밤 11:10 ~ 12:40       | 매주 목요일 밤 11:10 ~ 12:40     |                              | 독립 편성 |
| 2016년 7월 14일 ~ 2016년 8월 25일                                                                     | 매주 목요일 밤 11:10 ~ 12:40       | 매주 목요일 밤 11:10 ~ 12:40     |                              | 독립 편성 |
| 2016년 9월 15일                                                                                       | 매주 목요일 밤 11:10 ~ 12:40       | 매주 목요일 밤 11:10 ~ 12:40     |                              | 독립 편성 |
| 2017년 3월 9일 ~ 2017년 3월 30일                                                                      | 매주 목요일 밤 11:10 ~ 12:40       | 매주 목요일 밤 11:10 ~ 12:40     |                              | 독립 편성 |
| 2017년 12월 7일 ~ 2017년 12월 28일                                                                    | 매주 목요일 밤 11:10 ~ 12:40       | 매주 목요일 밤 11:10 ~ 12:40     |                              | 독립 편성 |
| 2013년 10월 3일                                                                                       | 매주 목요일 밤 11:10 ~ 12:30       | 매주 목요일 밤 11:10 ~ 12:30     |                              | 독립 편성 |
| 2014년 4월 10일 ~ 2014년 4월 17일                                                                     | 매주 목요일 밤 11:10 ~ 12:30       | 매주 목요일 밤 11:10 ~ 12:30     |                              | 독립 편성 |
| 2014년 5월 1일 ~ 2014년 10월 30일                                                                     | 매주 목요일 밤 11:10 ~ 12:30       | 매주 목요일 밤 11:10 ~ 12:30     |                              | 독립 편성 |
| 2014년 11월 27일 ~ 2014년 12월 11일                                                                   | 매주 목요일 밤 11:10 ~ 12:30       | 매주 목요일 밤 11:10 ~ 12:30     |                              | 독립 편성 |
| 2015년 1월 22일                                                                                       | 매주 목요일 밤 11:10 ~ 12:30       | 매주 목요일 밤 11:10 ~ 12:30     |                              | 독립 편성 |
| 2014년 11월 6일 ~ 2014년 11월 13일                                                                    | 매주 목요일 밤 11:00 ~ 12:20       | 매주 목요일 밤 11:00 ~ 12:20     |                              | 독립 편성 |
| 2015년 7월 2일 ~ 2015년 7월 9일                                                                       | 매주 목요일 밤 11:10 ~ 12:50       | 매주 목요일 밤 11:10 ~ 12:50     |                              | 독립 편성 |
| 2015년 7월 23일 ~ 2015년 7월 30일                                                                     | 매주 목요일 밤 11:10 ~ 12:50       | 매주 목요일 밤 11:10 ~ 12:50     |                              | 독립 편성 |
| 2015년 7월 16일                                                                                       | 매주 목요일 밤 11:15 ~ 12:55       | 매주 목요일 밤 11:15 ~ 12:55     |                              | 독립 편성 |
| 2015년 9월 24일 ~ 2015년 10월 8일                                                                     | 매주 목요일 밤 11:10 ~ 12:45       | 매주 목요일 밤 11:10 ~ 12:45     |                              | 독립 편성 |
| 2015년 11월 5일 ~ 2015년 12월 3일                                                                     | 매주 목요일 밤 11:10 ~ 12:45       | 매주 목요일 밤 11:10 ~ 12:45     |                              | 독립 편성 |
| 2015년 10월 15일 ~ 2015년 10월 22일                                                                   | 매주 목요일 밤 11:10 ~ 12:35       | 매주 목요일 밤 11:10 ~ 12:35     |                              | 독립 편성 |
| 2015년 12월 10일 ~ 2016년 2월 18일                                                                    | 매주 목요일 밤 11:10 ~ 12:35       | 매주 목요일 밤 11:10 ~ 12:35     |                              | 독립 편성 |
| 2016년 3월 3일 ~ 2016년 6월 23일                                                                      | 매주 목요일 밤 11:10 ~ 12:35       | 매주 목요일 밤 11:10 ~ 12:35     |                              | 독립 편성 |
| 2016년 7월 7일                                                                                        | 매주 목요일 밤 11:10 ~ 12:35       | 매주 목요일 밤 11:10 ~ 12:35     |                              | 독립 편성 |
| 2016년 9월 1일 ~ 2016년 9월 8일                                                                       | 매주 목요일 밤 11:10 ~ 12:35       | 매주 목요일 밤 11:10 ~ 12:35     |                              | 독립 편성 |
| 2016년 9월 22일 ~ 2017년 3월 2일                                                                      | 매주 목요일 밤 11:10 ~ 12:35       | 매주 목요일 밤 11:10 ~ 12:35     |                              | 독립 편성 |
| 2017년 4월 6일 ~ 2017년 6월 1일                                                                       | 매주 목요일 밤 11:10 ~ 12:35       | 매주 목요일 밤 11:10 ~ 12:35     |                              | 독립 편성 |
| 2015년 10월 29일                                                                                      | 매주 목요일 밤 10:55 ~ 12:20       | 매주 목요일 밤 10:55 ~ 12:20     |                              | 독립 편성 |
| 2016년 2월 25일                                                                                       | 매주 목요일 밤 11:15 ~ 12:40       | 매주 목요일 밤 11:15 ~ 12:40     |                              | 독립 편성 |
| 2017년 6월 8일 ~ 2017년 9월 28일 2017년 10월 12일 ~ 2017년 10월 19일 2018년 1월 4일 ~ 2019년 5월 16일 | 1부                                | 매주 목요일 밤 11:10 ~ 11:55     | 분리 편성                    |           |
| 2017년 6월 8일 ~ 2017년 9월 28일 2017년 10월 12일 ~ 2017년 10월 19일 2018년 1월 4일 ~ 2019년 5월 16일 | 2부                                | 매주 목요일 밤 11:55 ~ 12:40     | 분리 편성                    |           |
| 2017년 10월 5일                                                                                       | 1부                                | 매주 목요일 밤 11:10 ~ 12:05     | 분리 편성                    |           |
| 2017년 10월 5일                                                                                       | 2부                                | 매주 목요일 밤 12:05 ~ 새벽 1:00 | 분리 편성                    |           |
| 2019년 5월 23일 ~ 2020년 4월 2일                                                                      | 1부                                | 매주 목요일 밤 11:10 ~ 12:10     | 분리 편성                    |           |
| 2019년 5월 23일 ~ 2020년 4월 2일                                                                      | 2부                                | 매주 목요일 밤 12:10 ~ 12:40     | 분리 편성                    |           |

## 역대 MC
| 시즌 | MC | 방송 기간                          | 방송 횟수 | 비고       |
| ---- | --- | ---------------------------------- | --------- | ---------- |
| 1    | 유승준, 신동엽 | 2001년 11월 8일 ~ 2002년 4월 4일   | 22부작    | 총 925부작 |
| 1    | 신동엽, 이효리 | 2002년 4월 11일 ~ 2003년 11월 6일  | 104부작   | 총 925부작 |
| 1    | 유재석, 김제동 | 2003년 11월 13일 ~ 2005년 4월 28일 | 179부작   | 총 925부작 |
| 2    | 유재석, 유진, 신봉선, 탁재훈, 김아중, 이효리, 이수근                                                                                                 | 2005년 5월 5일 ~ 2007년 6월 21일   | 112부작   | 총 925부작 |
| 3    | 유재석, 전현무, 조세호, 박명수, 엄현경, 지상렬, 박준규, 허경환, 최효종, 정범균, 김원효, 신봉선, 박미선, 김신영, 김풍, 지석진, 김수용, 김용만, 박수홍 | 2007년 7월 5일 ~ 2018년 10월 4일   | 557부작   | 총 925부작 |
| 4    | 유재석, 전현무, 조세호, 조윤희 | 2018년 10월 11일 ~ 2020년 4월 2일  | 77부작    | 총 925부작 |

## 시리즈별 역사 및 코너

### 시즌 1
《해피투게더 시즌1》은 2001년 11월 8일부터 2005년 4월 28일까지 방송된 해피투게더의 초기 버전이다. 당초 방송 초기에는 박경림이 물망에 올랐으나 제작진과의 이견 때문에 신동엽과 유승준이 MC를 맡는 체제로 방송을 진행했다. 그러던중 유승준이 병역 비리 문제로 인해 빠지면서 한동안 신동엽과 임시 MC가 진행을 맡는 체제로 가다가, 2002년 4월 11일 이효리가 정식 MC로 영입되면서 신동엽과 함께 진행을 맡았다. 이후 2003년 11월 6일에 이효리와 신동엽이 하차하면서, 유재석과 김제동이 바통을 이어받아 MC를 맡게 되었다.
학교 가는 길 - 쟁반 노래방
해당 프로그램의 코너인 〈쟁반 노래방〉은 컨테이너를 개조해 만든 세트에서 진행되는 코너이다. 방송 처음에 “초미니 세트에서 초대형 스타와 함께하는 해피투게더 쟁반 노래방”이라는 멘트를 사용했었다. 사실상 해피투게더에서 가장 인기 있었던 코너이며, 총 10번의 기회가 주어지면서 한번 들려준 가사를 외워 틀리면 꽝 소리와 함께 출연자들이 아야라는 말을 듣고 쟁반이 머리로 떨어지는 코너로, 실패했을 때는 게스트와 MC가 돈을 모아 장학금을 기부하고, 성공했을 때는 제작진이 장학금을 받는 방식이다. 또한 빨리 성공하면 예비문제로 한 곡을 더 하는 경우도 몇 번 있었다(신기록은 2번만에 성공). 찬스로는 ‘전곡 다시듣기’, ‘반곡 다시듣기’, ‘자리 바꾸기’ 등이 있다. 2004년 가을부터는 색깔이 다른 찬스가 있는데, 이것은 좋거나 혹은 나쁘거나 복불복인 찬스였다. 이 코너는 시즌1 종영 이후에도 〈추석특집 - 쟁반 노래방〉식으로 여러 번 방송되었다. 또한 '뻥이요'라는 코너가 있는데 주어지는 제한시간 안에 커다란 풍선을 터트리지 않고 주제에 맞게 말하면서 왕복시키는 코너도 2004년에 진행하였다. '뻥이요'에서 성공하면 찬스를 하나 더 뽑을 수 있는 기회가 주어진다.

##### 역대 찬스
총 3번의 기회가 있으며, 꽝이 걸렸을 경우 연속으로 쓸 수 있다. 단, 상의는 할 수 없다. 2004년 가을 이후에는 복불복 찬스가 생겼다. (보통 전곡 다시듣기, 꽝, 자리바꾸기 중 하나가 나온다.)
- 전곡 다시듣기 : 모든 노래의 전체 소절을 다시 들을 수 있다. 간혹 평소보다 빠른 속도로 나오기도 한다.
- 반곡 다시듣기 : 모든 노래 중 반만 다시 들을 수 있다. 전반부 · 후반부 중 하나를 선택한다.
- 한 소절 다시듣기 / 한소절 알려주기 : 모든 노래 중 잘 모르는 한 소절만 다시 들을 수 있다.
- 한 소절 가르쳐주기

1. 꽝 소리와 함께 쟁반 맞고 한 소절 가르쳐주기 : 모든 출연자가 직접 쟁반을 맞고 한 소절을 가르쳐준다.
2. 한 사람만 직접 쟁반맞고 한 소절 가르쳐주기 : 한 사람만 대표(예 : [이효리가 선택한] 한 사람만 직접 쟁반맞고 한 소절 가르쳐주기)로 직접 쟁반맞고 한 소절을 가르쳐주는 경우도 있지만 한 사람 앞에 물음표 부분에 지정된 사람만 직접 쟁반을 맞기도 했다. 후반에는 2명 중 가위바위보를 해 패자가 맞게 했다.

- 한 소절 보여주기 : 모든 노래 중 잘 모르는 한 소절을 순간포착 형식으로 다시 보여준다.
- 전화 찬스 : 담당 PD에게 전화를 걸어 30초 동안 질문을 하고 담당 PD는 그 질문에 '예', '아니오', '네, 수고하세요'(시간종료) 등으로만 대답할 수 있다. 이것은 상의가 가능했다.
- 자리 바꾸기 : 원래 있던 자리에서 숟가락 번호를 뽑아 자리를 바꾼다. 경우에 따라 찬스가 될 수도 있고 벌칙이 될 수도 있다. 원래 있던 자리에 모두 당첨되면 특별로 찬스 하나 더 주어지는데 다시 자리 바꾸기 뽑을수도 있다.
- 꽝! 다음 기회에 : 말 그대로 '꽝' 쟁반이 떨어진다. 하지만 상의는 가능하다.
- 한 소절 보기 : 모든 노래 중 원하는 한 소절을 5개의 쟁반 가운데서 그 소절이 있는 자리를 선택한다. ‘꽝’을 고를 경우 쟁반이 떨어진다.
- 한 소절 뽑기 : 모든 노래 중 원하는 한 소절을 ‘꽝’과 ‘가사’가 있는 2개의 카드 가운데서 하나를 선택한다.

##### 코믹 캐롤 노래
쟁반 노래방에서는 크리스마스 특집 때 코믹 캐롤을 주제곡으로 했다.
- 2001년, 2002년, 2005년 신동엽 (산타할아버지 우리마을에 오시네, 창밖을 보라)
- 2003년, 2004년, 2005년 심형래 (징글벨, 루돌프 사슴코)

#### 쟁반극장
2명이 팀을 이뤄 명작 영화나 드라마의 주요한 부분을 각색된 대본에 맞게 정확하게 연기하면 승리하는 코너이다. 대본 암기시간 이후에는 대본을 볼 수 없으며, 대본대로 연기하지 못했을 경우에는 떨어지는 쟁반을 맞았다. 처음에는 특집으로 방송되었다가 시청자들의 반응이 좋자 2003년에 정규 코너로 자리잡았다. 유재석, 김제동 체제로 바뀐 이후에는 폐지되었다.

#### 그 외 코너
행복한 대결 막상막하
처음에는 MC와 고등학생이 각각 팀을 이뤄 각종 상식 퀴즈를 푸는 형식이었다가, 이효리가 들어오면서 외국 출신 한국인 가수들이 한국말을 배우고 퀴즈를 푸는 방식으로 바뀌었다. 특히 슈가의 멤버인 아유미 등이 이 퀴즈에서 상식을 깨는 오답으로 주목을 받았다. 그 외 출연진 : 리치, 죠앤, 플라이투더스카이 - 브라이언 등이 있다.
퀴즈 속전속결 - 꿇어 yo!
유재석, 김제동 체제로 바뀐 후 생긴 퀴즈 코너다. PD가 내는 문제를 듣고 무릎을 꿇고 걸어가 먼저 도착한 사람이 답을 말하는 방식이다. 발로 밟을 경우 반칙이 된다. 쟁반 노래방과 마찬가지로 여러 스타 게스트들이 참여하였지만 시청률 저조로 폐지되었다.
Love is...
도레미 콩콩콩
대형 피아노를 7명이서 각자의 머리로 헤딩하면서 알맞게 연주한다. ‘도’의 경우 높은 ‘도’까지 맡아야 한다.

### 프렌즈
《해피투게더 프렌즈》는 초기에 유재석, 유진, 탁재훈이 진행을 맡는 3MC 체제로서 파일럿 프로그램으로 방영되었다가, 해피투게더를 통해 유재석, 김아중, 탁재훈이 진행을 맡게 되면서 정식 프로그램으로 발전했다. 코너 내용은 옛 친구들을 찾아주는 코너로 총 20명의 친구 중에 5번의 기회로 5명의 친구를 찾는 방식이다. 중간중간 친구 관련 명언이 나오기도 했으며 또한 선생님도 깜짝 출연을 하는 경우가 있기도 했다. 그리고 프로그램 말미에는 동창회 형식인 “뒤풀이”도 방송되었다. 2006년 5월 4일 방송분부터 김아중의 후임으로 진행하던 이효리와 패널로 고정출연하던 이수근이 하차하고 후임으로 가수 유진이 또다시 진행을 맡았으며, 2007년 5월 3일 방송분부터 신봉선이 패널 및 반장 역할을 맡아 고정출연하였다.

### 시즌 3

#### 학교가자
시청률 하락으로 프렌즈가 개편하면서 ‘스쿨시트콤 버라이어티’라는 주제로 〈학교가자〉, 〈방과후 옥상〉의 코너로 새로이 바뀌었다. 기존 MC인 유재석과 신봉선, 박명수, 박준규, 지상렬 MC 체제이다. 학생들이 가장 어려워하는 지식을 재미있는 암기송으로 만들어 외워 부르는 코너인 〈학교가자〉와, 실제 고등학생들과 장학금을 걸고 퀴즈 대결을 펼치는 〈방과 후 퀴즈〉 코너 등이 있었으나, 계속된 시청률 저하로 종영되었다. 후반기에 〈그건 너!〉라는 코너도 있어서 〈도전 암기송〉과 동시에 방송했으나 중간에 종영되었다. 2013년 신년 특집에는 배경이 경찰서로 바뀌었으며, 2015년 10월 8일 새롭게 개편된다.

#### 사우나 토크쇼
유재석, 박명수, 박미선, 김신영, 조세호와 4 ~ 5명의 게스트로 이루어지는 코너이다. 한때 고정 MC였던 지상렬과 박준규는 개인적인 사정으로 인해 중도 하차하였으며, 2008년 7월 후반부터 블라인드 게스트는 사라졌다. 〈웃지마, 사우나〉는 마을 아줌마들의 수다를 그대로 그린 콩트로 웃으면 물줄기가 날라오는 코너이며, 〈캐비넷 토크, 이건 뭐〉는 스타들의 추억속의 물건과 그 물건에 얽힌 사연이 소개되는 코너이다.

#### 도전 암기송
실생활에서 유용한 내용을 원곡으로 개사한 가사를 다 외워야 한다. 보통은 사우나에서 진행이 되며, 가끔씩 특집으로 수영장이나 다른 장소에서 하기도 한다. 완곡을 하면 탈출해서 휴식을 즐길 수 있으며, 틀리면 천둥 번개과 함께 계속 사우나에 남아 있어야 한다. 마지막까지 남는 한 사람은 벌칙을 받는다.
역대 찬스
- 박명수를 이겨라 : 박명수랑 지정된 게임을 해서 이기면 탈출한다.
- 박명수를 웃겨라 : 여러 가지 물건으로 박명수를 웃기면 탈출한다.
- 대답없는 상렬도사 : 지상렬과 같이 질문만으로 대화하는데, 질문 대신 대답을 하게 되면 진다.
- 0 0 하고 절반만 : 어떤 미션을 수행하면서 절반만 하면 탈출한다.
- 10도 올리기 : 말 그대로 온도 10도를 올린다.

#### 쫄쫄이 암기송
〈쫄쫄이 암기송〉은 60도의 사우나에서 실생활에서 유용한 내용의 가사를 다 외워야 밖으로 나갈 수 있는 코너이며, 쫄쫄이-출연자 식으로 쫄쫄이가 문을 열고 나타나면 그 다음 차례에 한 소절을 완성시키고 그 차례가 반복된다. 틀리면 꽝 소리와 함께 출연자들이 그릇을 머리 위에 쓰고 쫄쫄이의 공격을 막는다. 모든 소절이 완성되면 성공한다.

#### 스타퀴즈! 세상에 이럴수가!
오늘 나온 출연자나 MC 가운데에 있는 출연자를 대상으로 한 문제 내용 가운데 빈칸에 들어갈 단어를 맞힌 사람은 해당 상품을 가져간다.

#### 토크 한 스푼
게스트들은 해당 된 주제에 에피소드를 이야기할 때 판정단 3명 중 2명 이상 0를 받은 사람은 야식을 먹을 수 있으며, 그 야식은 한 숟가락(젓가락)만 가져갈 수 있다. 〈그건 너!〉 코너의 후속격으로 볼 수 있다.

#### 도전 토크제로!
게스트가 겪은 에피소드를 공개하나 다른 게스트가 같은 에피소드를 겪지 않을 경우 성공, 만일 같은 에피소드를 겪은 게스트가 있는 경우 그 게스트는 고삼차를 마셔야 한다.

#### 스타에 관한 소문과 진실
〈도전 토크제로!〉의 후속 코너격으로 선보인 새 코너이며, 스타에 관련된 소문에 대한 진실을 이야기한다. 그러나 반응이 별로 좋지 않아 다시 토크제로로 회귀하였다.

#### 손병호게임
한 손을 피고 돌아가면서 한사람씩 말하는데 이에 해당되는 사람은 한 손가락 씩 손을 접는다. 게임을 진행하다 다섯손가락 모두 접히면 지는 게임이다.

#### 야간매점
2012년 6월 28일에 처음 선보인 코너이다. 스타의 사연이 담긴 음식을 직접 만들어보면서 실제로 따라하기에 복잡하지 않는 조리법으로 이루어져 있으며, 가장 반응이 좋은 메뉴는 매점의 정식메뉴로 올려지게 된다. 총 4명의 스타가 만든 요리를 MC들이 시식한 다음에, MC들이 투표를 해서 가장 좋은 평가를 받은 요리가 야간매점 메뉴에 등록되는 기회를 갖게 된다. 가장 잘 만들어진 요리는 직접 스타가 만든 다음에, 패널들이 맛 평가를 해서 7명 중 4명 이상이 인정해야 메뉴에 올라가게 된다.
역대급 등극 메뉴 순위
- 1대 - 장스밥(장동민)
- 2대 - 비빙수(신보라)
- 3대 - 깨깨오톡(박진영)
- 4대 - 이글떡볶이(김성수)
- 5대 - 다솜면(다솜)
- 6대 - 붐플레이크(붐)
- 7대 - 열정찬밥피자(이정용)
- 8대 - 아이유식(아이유)
- 9대 - 카치면(강예원)
- 10대 - 울랄라 맥조(신현준)
- 11대 - 토달볶(수지)
- 12대 - 묵볶이(정경미)
- 13대 - 하선전(박하선)
- 14대 - 만추(이종혁)
- 15대 - 광복절 토스트(이보영)
- 16대 - 지성만두밥(지성)
- 17대 - 고구마 카스텔라(김민정)
- 18대 - 군산 미라밥(윤종신)
- 19대 - 명란 운동회(정준하)
- 20대 - 아이카레보이(윤아)
- 21대 - 눈물젖은 달걀 빵(홍인규)
- 22대 - 뻥스크림(양상국)
- 23대 - 황도 시집가는 날(이다해)
- 24대 - 쉿 비밀이야(민지영)
- 25대 - 진국수(진구)
- 26대 - 닭반이므니다(박성호)
- 27대 - 세뇨라 케사디야(김성원)
- 28대 - 만두랑땡(김경호)
- 29대 - 김치버터라면(양지원)
- 30대 - 웅떡웅떡(정웅인)
- 31대 - 봄설기(양희은)
- 32대 - 까순이(이동욱)
- 33대 - 곱창버거(김준현)
- 34대 - 쫑나영(김나영)
- 35대 - 골빔면(김동완)
- 36대 - 깐풍만두(페이)[4]
- 37대 - 배드걸 피자(이효리)
- 38대 - 창난밥(조갑경)
- 39대 - 나초오믈렛(레이먼 킴), 짜플(강레오)
- 40대 - 운명의 닭가슴살 초밥(이훈)
- 41대 - 물좋은 자몽(현아)
- 42대 - 콘빙수데니(데니안)
- 43대 - 국대말이(이운재)
- 44대 - 긴밥(노우진)
- 45대 - 굿달밤(주원)
- 46대 - 631된장라면&가짜 막걸리(하하 & 스컬)
- 47대 - 짜치계(최원영)
- 48대 - 닭갈비 만두(데프콘)
- 49대 - 니마또내마또(김영희)
- 50대 - 문라이트(오종혁)
- 51대 - 홍구리(홍석천)
- 52대 - 지성잡쌈(지성)
- 53대 - 긍정만두(솔비)
- 54대 - 마마밥(이민우)
- 55대 - 아가씨와 건달빵(류수영)
- 56대 - 콩부침(정호근)
- 57대 - 톱스타면(엄태웅)
- 58대 - 광토스(광희)
- 59대 - 잡채그라탱(박정현)
- 60대 - 참짜면(케이윌)
- 61대 - 누라땅(류진)
- 62대 - 굿모닝 삼겹샌드(타블로)
- 63대 - 완이떡 (임시완)
- 64대 - 잘자어 (성시경)
- 65대 - 오호라만두(서하준)
- 66대 - 기찬김밥(성룡)
- 67대 - 경실칩(이경실)
- 68대 - 해피두개더(송은이)
- 69대 - 미스코넛(오현경)
- 70대 - 겨울만두(김희선)
- 71대 - 금상첨화(이상화)
- 72대 - 아이좋아 옥빵(정종철)
- 73대 - 우뱅이튀김과 달래무침(조우종)
- 74대 - 콩징어(홍진호)
- 75대 - 진튀양난(데니안)
- 76대 - 허니버터 맥나잇(대성)
- 77대 - 영복밥(정준영)
- 78대 - 열대야를 구하라(구하라)
- 79대 - 나라족발 채소공주(장나라)
- 80대 - 바삭바삭 워니롤(임원희)
- 81대 - 심심수수(심영순)
- 82대 - 촉촉하지우(레이먼 킴)

등극 실패 메뉴 순위
| - 1대 - 컵밥(은지원) - 2대 - 감파전(차태현) - 3대 - 추파게티(추성훈) - 4대 - 세븐스타라이스(김남주) - 5대 - 한판김종국수(케이윌) - 6대 - 비빙죽(김기리) | - 7대 - 정우콘(정우) - 8대 - 만두볼케이노(김지훈) - 9대 - 칼로리 폭탄버거(유민상) - 10대 - 차림밥(조정치, 하림) - 11대 - 오취리, 오취리 땅(샘 오취리) |

#### 야간상점
게스트들이 가져온 추억의 물건을 고가에 사가는 코너로, 제일 높은 가격으로 된 것이 그날의 소울템이 된다.

#### 백문이 불여일짤
웹툰작가 기안84가 참여한 코너, 기안84가 그리거나 시청자들이 참여하는 짤을 주제로 한 퀴즈코너로, 맞혔을 경우 통이, 틀렸을 경우 불통이 된다. 이는 한자성어 '백문이 불여일견'을 패러디해서 만든 코너이다.

#### MSG 토크, 그건 뻥이요!
게스트가 한 가지 주제를 제시하면서 게스트가 한 말이 진실인지, 거짓인지를 판단하는 코너이며, 오늘 나오는 게스트 중에서 한 명은 거짓이고, 나머지는 진실이다. 만약 MC들이 첫 번째 시도에서 찾지 못했을 경우에는 모든 게스트에게 한돈을 드린다.

#### 내 노래를 불러줘
전설의 조동아리 멤버인 유재석, 지석진, 김용만, 박수홍, 김수용이 참여하는 코너이며 가수들이 직접 노래방에 찾으면서 손님들과 함께하는 코너이다. 본인이 부른 노래가 걸리면 부르고 있는 방 번호를 찾아 흥겹게 맞아준 후 퇴근하면 된다.
노래방 장소
| 순번 | 장소                              |
| ---- | --------------------------------- |
| 1    | 서울특별시 마포구 홍익대학교 인근 |
| 2    | 서울특별시 성북구 성신여자대학교  |
| 3    | 서울특별시 광진구 건국대학교      |
| 4    | 경기도 안양시                     |
| 5    | 서울특별시 성북구 고려대학교      |
| 6    | 서울특별시 마포구 홍익대학교      |
| 7    | 서울특별시 강남구 역삼동          |
| 8    | 서울특별시 강북구 수유동          |
| 9    | 서울특별시 서대문구 신촌역        |
| 10   | 서울특별시 마포구 홍익대학교 인근 |
| 11   | 경기도 의정부시                   |
| 12   | 인천광역시부평구                  |
| 13   | 경기도 연천군 열쇠부대            |
| 14   | 경기도 수원시                     |
| 15   | 서울특별시 강북구 수유동          |
| 16   | 경기도 수원시                     |

### 해피투게더 시즌 4
《해피투게더 시즌4》는 2018년 10월 11일부터 2020년 4월 3일까지 방송되었던 네번째 시즌으로 유재석과 전현무, 조세호가 진행을 맡았다.

## 역대 슬로건
| 시즌 | 슬로건                                                                                    |
| ---- | ----------------------------------------------------------------------------------------- |
| 1    | 목요일 밤의 행복한 만남, 해피투게더! 초미니세트에서 초대형스타들과 함께합니다. 해피투게더 |
| 2    | 친구가 있어, 행복한 목요일, 해피투게더 프렌즈!                                            |
| 3    | 함께하면 더욱 행복한 목요일 밤, 해피투게더!                                               |
| 4    | 최고의 스타들과 함께하는 마법같은 목요일 밤, 해피투게더!                                  |

## 역대 수상 목록
| 연도 | 시상식              | 부문                             | 수상자/작품             |
| ---- | ------------------- | -------------------------------- | ----------------------- |
| 2002 | 제1회 KBS 연예대상  | 대상                             | 신동엽                  |
| 2002 | 제1회 KBS 연예대상  | 쇼/오락부문 신인상               | 이효리                  |
| 2003 | 제2회 KBS 연예대상  | 쇼/오락부문 최우수상             | 유재석                  |
| 2003 | 제2회 KBS 연예대상  | 쇼/오락부문 최우수 아이디어상    | 해피투게더 - 쟁반노래방 |
| 2003 | 제2회 KBS 연예대상  | 쇼/오락부문 신인상               | 김제동                  |
| 2005 | 제4회 KBS 연예대상  | 대상                             | 유재석                  |
| 2005 | 제4회 KBS 연예대상  | 쇼/오락부문 최우수상             | 탁재훈                  |
| 2005 | 제4회 KBS 연예대상  | 쇼/오락부문 우수상               | 김제동                  |
| 2007 | 제6회 KBS 연예대상  | 시청자가 뽑은 최고의 프로그램 상 | 해피투게더 시즌3        |
| 2008 | 제7회 KBS 연예대상  | 쇼/오락부문 여자 우수상          | 신봉선                  |
| 2009 | 제8회 KBS 연예대상  | 쇼/오락부문 여자 우수상          | 신봉선                  |
| 2009 | 제8회 KBS 연예대상  | 쇼/오락부문 최우수상             | 박미선                  |
| 2010 | 제9회 KBS 연예대상  | 최고 엔터테이너상                | 박명수                  |
| 2010 | 제9회 KBS 연예대상  | 베스트 팀워크상                  |                         |
| 2011 | 제10회 KBS 연예대상 | 쇼/오락부문 최우수 작가상        | 주기쁨                  |
| 2013 | 제12회 KBS 연예대상 | 쇼/오락부문 최우수상             | 박미선                  |
| 2014 | 제13회 KBS 연예대상 | 대상                             | 유재석                  |
| 2014 | 제13회 KBS 연예대상 | 쇼/오락부문 우수상               | 김신영                  |
| 2015 | 제14회 KBS 연예대상 | 쇼/오락부문 최우수상             | 박명수                  |
| 2016 | 제15회 KBS 연예대상 | 토크&쇼 부문 신인상              | 엄현경                  |
| 2016 | 제15회 KBS 연예대상 | 토크&쇼 부문 우수상              | 전현무                  |
| 2016 | 제15회 KBS 연예대상 | 베스트 팀워크상                  | 해피투게더 시즌3        |
| 2018 | 제16회 KBS 연예대상 | 토크&쇼 부문 우수상              | 조세호                  |
| 2019 | 제17회 KBS 연예대상 | 베스트 팀워크상                  |                         |

## 참고 사항
- 해당 프로그램이 신설되면서 야!한밤에는 2001년 11월 7일부터 수요일 심야 시간대로 이동했으며[5] 같은 해 봄 개편부터 이 프로그램의 메인 MC로 활동한 이경규는 야!한밤에 종영(2003년 6월 18일) 이후 한동안 MBC의 위주로 활동했는데 이경규의 본업(개그맨) 활동 재개작이었던[6] MBC에서 《코미디 버라이어티 웃는 day》는 2005년 12월 8일부터 2006년 2월 2일까지 해당 프로그램과 맞붙었다.

- 한편, 신동엽이 초기 이 프로그램의 진행을 맡으면서 개별적으로 진행하고 있던 SBS 《두남자쇼》는 동시간대 방영으로 인해 간판을 내려야 했다.[7]

- KBS는 해당 프로그램 후속으로 《개는 훌륭하다》를 이동 편성할 예정이었으나 출연진 중의 한 명인 이경규가 목요일 밤 9시 50분에 1부-2부 분할 편성 중인 채널A 《도시어부》에 나오는 관계로[8] 좌절됐으며 이로 인해서 아직까지는 후속 프로그램에 대해 확정이 되어있지 않은 상태이다.
- 2001년부터 2012년까지 두자릿수의 시청률을 유지하면서 비교적 좋은 인기를 누렸으나, 시즌4 개편 이후부터 점점 인기가 떨어졌고 이로 인해서 시청률이 하락세를 면치 못하게 되어 2020년 4월 종영하였다.